# Bailiwick Jersey
Bailiwick Jersey samoupravni je posjed Ujedinjenog Kraljevstva u kanalu La Manche. Njegov glavni otok, Jersey, po površini je i broju stanovnika najveći otok u skupini Kanalskih otoka. Nalazi se samo 20 km od sjevernofrancuskoga poluotoka Cotentin. Jersey je na glasu kao najsunčaniji od svih britanskih otoka a poznate su i njegove prostrane plaže. Glavni grad je Saint Helier.

## Status
Bailiwick Jersey (od engl. bailiff, vrsta službenika) sastoji se od otoka Jersey i još nekoliko malih otočića. Jedno je od triju područja koje čine britanske Krunske posjede. Vladar Bailiwicka je vojvoda od Normandije, a tu titulu drži britanski monarh.
Položaj glavnog otoka pogoduje turizmu koji je zajedno s financijskim uslugama zadnjih godina istisnuo poljoprivredu s mjesta najvažnijega izvora prihoda na otoku.
Bailiwick ima vlastito zakonodavstvo, upravu i svoj vlastiti, potpuno neovisan porezni sustav, koji zahvaljujući niskim poreznim stopama privlači ulagače. Još jedan značajan izvor prihoda je uzgoj cvijeća. Među najvažnije izvozne proizvode spadaju goveda.

## Jezik
Pored engleskoga na Jerseyju se danas još govori francuski s normanskim dijalektom. Ovaj dijalekt domaće stanovništvo zove jerseyjski francuski, odnosno Jerriais. Dijalekt tako snažno odstupa od školskoga francuskog, da ga mogu razumjeti samo stanovnici otoka. Jerseyjski francuski više nije obavezan u školi, ali se može učiti fakultativno. U većini obitelji se više ne govori pa je stoga na pragu izumiranja.

## Predpovijest i povijest
Prije topljenja leda nakon zadnjeg ledenog doba Kanalski otoci bili su dio kopna i kao takvi rano su naseljeni. Najstariji nalazi potječu iz špilje La Cotte de St Brelade. Od prvobitnih 50 megalitnih instalacija ostalo ih je još 15 i nekoliko menhira.  
Godine 911., kralj Zapadne Franačke, Karlo III., predao je dio svog teritorija vikinškom vođi Rolonu te je na tom teritoriju stvoreno Vojvodstvo Normandija. Normanski vojvoda 933. godine osvojio je i otoke današnjg Bailiwicka Jersey. 
Godine 1066., normanski vojvoda Vilim Osvajač osvojio je Englesku i postao engleskim kraljem, a uz to je i dalje ostao normanski vojvoda. Normandija i Engleska su dakle imale istog vladara.
Francuski kralj Filip II. August je 1204. godine osvojio Normandiju te ju pripojio Francuskoj. Međutim nije osvojio Kanalske otoke (Guernsey i Jersey) tako da su oni ostali pod vlašću normanskog vojvode koji je bio i engleski kralj. Bailiwick Guernsey i Jersey posljednji su ostatci nekadašnje države Vojvodstva Normandije. One su danas dio krunskih posjeda britanskog monarha. 
Jersey su 1940. osvojili Nijemci. Prije toga, oko 30.000 stanovnika Jerseyja je evakuirano u Veliku Britaniju. U tom razdoblju su građene utvrde (bunkeri i sl.) duž obala. Tako su otoci postali dio Atlantskoga zida. Osim toga, prisilnim radom domaće je stanovništvo sagradilo "Njemačku podzemnu bolnicu". Trebala je poslužiti liječenju njemačkih vojnika. Tijekom gradnje bolnice, mnogo prisilnih radnika je poginulo. Invazija na Normandiju nije zahvatila Kanalske otoke. Nije se htjelo zadržavati s "nevažnim" otocima. Tako se dogodilo, da je okupacija otoka trajala do Njemačke kapitulacije 9. svibnja 1945. godine. Iz tog vremena postoje još mnoge zgrade i drugi objekti koji danas služe kao muzeji.

## Turizam i promet
Na Jerseyju bi svakako trebalo posjetiti tamošnji zoološki vrt. Pored čopora orangutana imaju i veliku nastambu s letipsima. U svjetskim razmjerima poznata je suradnja toga vrta u uzgoju ugroženih vrsta. 
Kod posjete jedne utvrde koja je izgrađena u moru ispred glavnog grada Jerseyja Saint Heliera turistima savjetujemo oprez. Utvrdu čuva vojnik čija je zadaća ispaliti svakoga dana u podne hitac iz topa. Kako je riječ o topu teškom više tona, on za pomoć traži turiste koji obilaze tvrđavu.